# 일화의원간담회
일화의원간담회(日華議員懇談會)는 일본 국회에 있는 초당파 의원 연맹이다. 일본과 중화민국과 단교 이후인 1973년 3월 14일 양국간의 국회의원 교류를 위해 설립되었다. 일화의원간담회의 전신은 일화관계의원간담회(日華關係議員懇談會)이다.
이 의원연맹은 원래 자유민주당내의 단체였으나 1997년 자민당이 분열한 이후 친대만적인 성향을 가진 각 정당의원도 가입을 허용하여 초당파 의원 연맹으로 개편되어 일화의원간담회로 개명하였다. 가입한 의원이 제일 많았을 때는 300명에 달했는데 이는 전체 일본 국회의원 정수의 40%에 해당하는 수치였다.
현재 회장은 일본유신회 소속 히라누마 타게오(平沼赳夫)이다. 2009년 8월 일본 참의원 총선때 자민당 소속이었던 일화의원간담회 의원이 대거 낙선한 영향으로 2009년 11월에는 일화의원간담회 소속 의원수가 188명으로 대폭 감소하였다. 그리고 자민당의 지지율이 상승해 2014년 3월에는 284명의 의원이 소속 되어있다.

## 같이 보기
- 한일의원연맹
- 일본대만교류협회